# Триметаванадат аммония
Триметаванадат аммония — неорганическое соединение, соль гидроксида аммония и триванадиевой кислоты с формулой (NH4)3V3O9. При нормальных условиях представляет собой белое твёрдое вещество, плохо растворяется в воде.

## Получение
- Обработка солей пятивалентного ванадия концентрированным раствором гидроксида аммония:

{\displaystyle {\mathsf {3VOCl_{3}+12NH_{4}OH\ {\xrightarrow {}}\ (NH_{4})_{3}V_{3}O_{9}+9NH_{4}Cl+6H_{2}O}}}
- Действие хлорида аммония на водные растворы ортованадатов щелочных металлов:

{\displaystyle {\mathsf {3K_{3}VO_{4}+3NH_{4}Cl+3H_{2}O\ {\xrightarrow {T}}\ (NH_{4})_{3}V_{3}O_{9}+3NaCl+6NaOH}}}

## Физические свойства
Триметаванадат аммония образует белое твёрдое вещество, практически не растворимое в воде.

## Химические свойства
- Разлагается при нагревании:

{\displaystyle {\mathsf {2(NH_{4})_{3}V_{3}O_{9}\ {\xrightarrow {T}}\ 3V_{2}O_{5}+3H_{2}O\uparrow +6NH_{3}\uparrow }}}
Существуют также другие триметаванадаты: